# Paradelphomyia (Oxyrhiza) laterostriata
Paradelphomyia (Oxyrhiza) laterostriata is een tweevleugelige uit de familie steltmuggen (Limoniidae). De soort komt voor in het Palearctisch gebied.